# La Aguadita (paroisse civile)
Pour les articles homonymes, voir La Aguadita.
La Aguadito est l'une des deux paroisses civiles de la municipalité de Lima Blanco dans l'État de Cojedes au Venezuela. Sa capitale est La Aguadita.

## Géographie

### Démographie
Hormis sa capitale La Aguadita, la paroisse civile possède plusieurs localités :
- Higuerote
- La Aguadita
- Las Cañadas
- Las Lomas
- Las Palmas
- Las Queseras
- Piedras Pintadas